# Жевр ле Шапитр
Жевр ле Шапитр (фр. Gesvres-le-Chapitre) је насељено место у Француској у региону Париски регион, у департману Сена и Марна.
По подацима из 2011. године у општини је живело 165 становника, а густина насељености је износила 39,01 становника/km².

## Демографија
| 1962. | 1968. | 1975. | 1982. | 1990. | 2011. |
| ----- | ----- | ----- | ----- | ----- | ----- |
| 75    | 58    | 54    | 73    | 94    | 165   |